# Leoncin
Leoncin is een dorp in het Poolse woiwodschap Mazovië, in het district Nowodworski (Mazovië). De plaats maakt deel uit van de gemeente Leoncin.

## Geboren
- Isaac Bashevis Singer (1904-1991), schrijver en Nobelprijswinnaar (1978)